# 国际教育标准分类法
国际教育标准分类法（英語：International Standard Classification of Education，ISCED）是一个用于组织教育信息的统计框架，由联合国教育、科学及文化组织（UNESCO）维护。它是联合国国际经济和社会分类大家庭的成员。

## 历史
《国际教育标准分类法》是在1970年代初设计的，目的是作为一种工具，适用于汇编、汇编和呈现个别国家和国际教育统计数据。第一个版本被称为ISCED 1976，得到了国际教育会议（日内瓦，1975年）的批准，随后在1976年被联合国教科文组织第19届大会批准。
第二版被称为ISCED 1997，在1997年11月联合国教科文组织第29届大会上通过，作为努力提高教育统计国际可比性的一部分。它主要涵盖两个交叉分类变量：水平（7）和教育领域（25）。教科文组织统计研究所牵头开发了第三版，该版本于2011年11月在教科文组织第36届大会上通过，并将在未来几年取代国际教育标准分类法1997。ISCED 2011从之前的7个阶段增加到9个阶段，将高等教育中的博士前阶段细分为三个阶段。它还扩展了最低级别（ISCED 0）以涵盖针对3岁以下儿童的幼儿教育发展计划的新子类别。
在审查和修订导致通过2011年国际教育标准分类法的过程中，教科文组织会员国同意教育领域应在一个单独的过程中进行审查。目前正在进行这项审查，以建立一个独立但相关的分类，称为《国际教育标准分类法》教育和培训领域。
欧洲职业培训发展中心和欧盟统计局的相关材料为教育子领域的分类提供了进一步的信息和统计指导，作为《国际教育标准分类法》的伴侣。 

## 2011版

### ISCED 2011 教育水平和与 ISCED 1997 的比较
| 等级 | 国际教育标准分类法2011     | 描述 | 对应的ISCED 1997级别                                                                                           |
| ---- | -------------------------- | --- | --- |
| 0    | 幼儿教育（01幼儿教育发展） | 旨在支持早期发展为参与学校和社会做准备的教育。专为3岁以下儿童设计的课程。                                                      | 没有 |
| 0    | 幼儿教育（02学前教育）     | 旨在支持早期发展为参与学校和社会做准备的教育。专为3岁至初等教育开始的儿童设计的课程。                                          | 0级：学前教育。                                                                                                |
| 1    | 小学教育                   | 课程通常旨在为学生提供阅读、写作和数学方面的基本技能，并为学习奠定坚实的基础。                                                 | 1级：初等教育或基础教育的第一阶段。                                                                            |
| 2    | 初中教育                   | 中等教育的第一阶段以初等教育为基础，通常具有更以学科为导向的课程。                                                             | 2级：初中教育或第二阶段基础教育                                                                                |
| 3    | 高中教育                   | 中学教育的第二/最后阶段为高等教育做准备和/或提供与就业相关的技能。通常具有更多的科目选择和发展方向。                           | 3级：高中教育                                                                                                  |
| 4    | 中学后非高等教育           | 提供以中等教育为基础的学习经验并为进入劳动力市场和/或高等教育做准备的计划。内容比中学更广泛，但没有高等教育那么复杂。          | 4级：专上非高等教育                                                                                            |
| 5    | 短周期高等教育             | 短期的第一高等教育课程，通常以实践为基础，针对特定职业，为进入劳动力市场做准备。这些课程还可能提供通往其他高等教育课程的途径。 | 5B级：高等教育的第一阶段：通常更短、更实用/技术/职业特定的课程，从而获得专业资格。                             |
| 6    | 学士或同等学历             | 旨在提供中级学术和/或专业知识、技能和能力的课程，从而获得第一个高等教育学位或同等资格。                                        | 5A级：高等教育的第一阶段：主要以理论为基础的课程，旨在为进入更高级的研究课程和具有更高技能要求的专业提供资格。 |
| 7    | 硕士或同等学历             | 旨在提供高级学术和/或专业知识、技能和能力的课程，从而获得第二个高等教育学位或同等学历。                                        | 5A级：高等教育的第一阶段：主要以理论为基础的课程，旨在为进入更高级的研究课程和具有更高技能要求的专业提供资格。 |
| 8    | 博士或同等学历             | 主要旨在获得高级研究资格的课程，通常以提交和答辩基于原创研究的可发表质量的实质性论文结束。                                     | 6级：高等教育的第二阶段（获取高级研究资格）。                                                                  |

### ISCED 2011 级别、类别和子类别
资料来源：国际教育标准分类 (ISCED)。 
- 0 幼儿教育
  - 01 幼儿教育发展
    - 010 幼儿教育发展

  - 02 学前教育
    - 020 学前教育

- 1 小学教育（初等教育）
  - 10 小学教育
    - 100 小学教育

- 2 初中教育（低阶段中等教育）
  - 24 普通
    - 241 不足以完成或部分完成该阶段，没有直接进入高中教育阶段的机会
    - 242 足以部分完成该阶段，没有直接进入高中教育阶段的机会
    - 243 足以完成该阶段，没有直接进入高中教育阶段的机会
    - 244 足以完成该阶段，可直接进入高中教育阶段

  - 25 职业
    - 251 不足以完成或部分完成该阶段，没有直接进入高中教育阶段的机会
    - 252 足以部分完成该阶段，没有直接进入高中教育阶段的机会
    - 253 足以完成该阶段，没有直接进入高中教育阶段的机会
    - 254 足以完成该阶段，可直接进入高中教育阶段

- 3 高中教育（高阶段中等教育）
  - 34 普通
    - 341 不足以完成或部分完成该阶段，没有直接获得高等教育的机会
    - 342 足以部分完成该阶段，没有直接获得高等教育的机会
    - 343 足以完成等级，没有直接获得高等教育的机会
    - 344 足以完成该阶段，可直接获得高等教育

  - 35 职业
    - 351 不足以完成或部分完成该阶段，没有直接获得高等教育的机会
    - 352 足以部分完成该阶段，没有直接获得高等教育的机会
    - 353 足以完成该阶段，没有直接获得高等教育的机会
    - 354 足以完成该阶段，可直接获得高等教育

- 4 中学后非高等教育
  - 44 普通
    - 441 不足以完成该阶段，没有直接获得高等教育的机会
    - 443 足以完成等级，没有直接获得高等教育的机会
    - 444 足以完成等级，可直接获得高等教育

  - 45 职业
    - 451 不足以完成该阶段，没有直接获得高等教育的机会
    - 453 足以完成该阶段，没有直接获得高等教育的机会
    - 454 足以完成该阶段，可直接获得高等教育

- 5 短周期高等教育
  - 54 普通
    - 541 不足以完成该阶段
    - 544 足以完成该阶段

  - 55 职业
    - 551 不足以完成该阶段
    - 554 足以完成该阶段

- 6 学士或同等水平
  - 64 学术
    - 641 不足以完成该阶段
    - 645 第一学位（3-4 年）
    - 646 较长第一学位（4年以上）
    - 647 第二或更之后学位（在学士或同等履历后）

  - 65 专业
    - 651 不足以完成该阶段
    - 655 第一学位（3-4 年）
    - 656 较长第一学位（4年以上）
    - 657 第二或更之后学位（在学士或同等履历后）

  - 66 未指定
    - 661 不足以完成该阶段
    - 665 第一学位（3-4 年）
    - 666 较长第一学位（4年以上）
    - 667 第二或更之后学位（在学士或同等履历后）

- 7 硕士或同等水平
  - 74 学术
    - 741 不足以完成该阶段
    - 746 较长第一学位（至少5年）
    - 747 第二或更之后学位（在学士或同等履历后）
    - 748 第二或更之后学位（在硕士或同等履历后）

  - 75 专业
    - 751 不足以完成该阶段
    - 756 较长第一学位（至少5年）
    - 757 第二或更之后学位（在学士或同等履历后）
    - 758 第二或更之后学位（在硕士或同等履历后）

  - 76 未指定
    - 761 不足以完成该阶段
    - 766 较长第一学位（至少5年）
    - 767 第二或更之后学位（在学士或同等履历后）
    - 768 第二或更之后学位（在硕士或同等履历后）

- 8 博士或同等水平
  - 84 学术
    - 841 不足以完成该阶段
    - 844 足以完成该阶段

  - 85 专业
    - 851 不足以完成该阶段
    - 854 足以完成该阶段

  - 86 未指定方向
    - 861 不足以完成该阶段
    - 864 足以完成该阶段
- 9 未归类于他处
  - 99 未归类于他处
    - 999 未归类于他处

## 1997版

### ISCED 1997 教育水平
| 等级 | 描述                         | 主要特点 |
| ---- | ---------------------------- | --- |
| 0    | 学前教育                     | 有组织教学的初始阶段，主要旨在将幼儿引入学校类型的环境，并发展他们的认知、身体、社交和情感技能。专为3岁至初等教育的儿童设计。 |
| 1    | 初等教育或基础教育的第一阶段 | 通常从5至7岁开始，旨在提供良好的阅读、写作和数学基础教育以及对其他科目的基本了解。 |
| 2    | 初中教育或第二阶段基础教育   | 旨在完成基础教育，通常以更加学科为导向的模式。它以小学教育（ISCED 1级）的学习成果为基础，旨在为终身学习和人类发展奠定基础。 |
| 3    | 高中教育                     | 更专业的教育通常从15岁或16岁开始，和/或完成中等教育以准备接受高等教育，或提供与就业相关的技能，或两者兼而有之。 |
| 4    | 中学后非高等教育             | 从国际角度来看，跨越高中教育和高等教育之间界限的课程。 《国际教育标准分类法》第4级课程，考虑到其内容，不能被视为高等教育课程。它们通常并不比《国际教育标准分类法》第3级的课程高得多，但它们有助于拓宽已经完成第3级课程的参与者的知识。                                                              |
| 5    | 高等教育第一阶段             | 具有比《国际教育标准分类法》第3级和第4级提供的更高级教育内容的高等教育课程。这些课程可能以学术为基础或以实践为导向/职业特定。进入这些课程通常需要成功完成ISCED 3A或3B级，或ISCED 4A级的类似资格。所有学位和资格都按课程类型、在国家学位或资格结构中的位置以及在高等教育的累积持续时间进行交叉分类。 |
| 6    | 高等教育第二阶段             | 获得高级研究资格的高等教育课程，例如博士。这些课程致力于高级学习和原创研究，而不是仅基于课程作业。它通常需要提交具有可发表质量的论文或研究成果，这是原始研究的产物，代表了对知识的重大贡献。 |

### ISCED 1997 教育领域
- 0 一般课程
  - 01 基础课程
  - 08 识字和算术
  - 09 个人发展

- 1 教育
  - 14 教师培训与教育科学

- 2 人文艺术
  - 21 艺术
  - 22 人文学科

- 3 社会科学、商业和法律
  - 31 社会和行为科学
  - 32 新闻与信息
  - 34 商业和管理
  - 38 法律

- 4 自然科学
  - 42 生命科学
  - 44 物理科学
  - 46 数学和统计学
  - 48 计算机

- 5 工程、制造和建筑
  - 52 工程和工程行业
  - 54 制造加工
  - 58 建筑与建造

- 6 农业
  - 62 农业、林业和渔业
  - 64 兽医

- 7 健康与福利
  - 72 健康
  - 76 社会服务

- 8 服务
  - 81 个人服务
  - 84 运输服务
  - 85 环境保护
  - 86 安全服务

- 9 未知或未指定